# Grote Prijs Raf Jonckheere 2010
De 60e editie van de Belgische wielerwedstrijd Grote Prijs Raf Jonckheere werd verreden op 26 juli 2010. De start en finish vonden plaats in Westrozebeke. De winnaar was Geert Omloop, gevolgd door Moreno Hofland en Rob Goris.

## Uitslag
| Grote Prijs Raf Jonckheere 2010 |                  |                                |        |
| Plaats                          | Naam             | Ploeg                          | Tijd   |
| Winnaar                         | Geert Omloop     | Palmans-Cras                   | 3u 36' |
| 2                               | Moreno Hofland   | Rabobank                       | z.t.   |
| 3                               | Rob Goris        | Palmans-Cras                   | z.t.   |
| 4                               | Sergey Firsanov  | Team Designa Køkken-Blue Water | z.t.   |
| 5                               | Sander Armée     | Topsport Vlaanderen-Mercator   | z.t.   |
| 6                               | Kevin Neirynck   | Landbouwkrediet                | z.t.   |
| 7                               | Niko Eeckhout    | An Post-Sean Kelly             | z.t.   |
| 8                               | Steven Caethoven | Landbouwkrediet                | z.t.   |
| 9                               | Aidis Kruopis    | Palmans-Cras                   | z.t.   |
| 10                              | Michael Reihs    | Team Designa Køkken-Blue Water | z.t.   |

1951 · 1952 · 1953 · 1954 · 1955 · 1956 · 1957 · 1958 · 1959 · 1960 · 1961 · 1962 · 1963 · 1964 · 1965 · 1966 · 1967 · 1968 · 1969 · 1970 · 1971 · 1972 · 1973 · 1974 · 1975 · 1976 · 1977 · 1978 · 1979 · 1980 · 1981 · 1982 · 1983 · 1984 · 1985 · 1986 · 1987 · 1988 · 1989 · 1990 · 1991 · 1992 · 1993 · 1994 · 1995 · 1996 · 1997 · 1998 · 1999 · 2000 · 2001 · 2002 · 2003 · 2004 · 2005 · 2006 · 2007 · 2008 · 2009 · 2010 · 2011 · 2012 · 2013 · 2014 · 2015 · 2016 · 2017 · 2018 · 2019 · 2020 · 2021 · 2022